# Кобле (Словенське Коніце)
Кобле (словен. Koble) — поселення в общині Словенське Коніце, Савинський регіон, Словенія. Висота над рівнем моря: 286,7 м.